# Dino Grandi
Dino Grandi, född den 4 juni 1895 i Mordano, död den 21 maj 1988 i Bologna, var en italiensk politiker (fascist).
Grandi blev 1921 medlem av deputeradekammaren 1921 och var 1921–1924 medlem av fascistiska partistyrelsen, var sekreterare i den fascistiska parlamentsgruppen, medlem av Stora rådet och vicepresident i deputeradekammaren. År 1924 blev han understatssekreterare i inrikesministeriet och 1925 i utrikesministeriet, innan han utnämndes till utrikesminister 1929–1932. Grandi deltog som sådan i flera av tidens stormaktskonfrenesen och arbetet i Nationernas förbund. Han företog även flera betydelsefulla politiska resor i Europa, Asien och Amerika och skaffade Italien en stark ställning utomlands. Under dessa år hade han till fullo Mussolinis stöd. Grandi tog även under sin utrikesministertid initiativet till kontakter med Nationalsocialistiska tyska arbetarepartiet.
Han var därefter president i förbunds- och korporationskammaren (deputeradekammaren) från 1939 till dess upplösande och Pietro Badoglios inträdande som premiärminister 1943. Som rival till Mussolini om ledarskapet i fascistpartiet redan inför 1922 års marsch mot Rom ledde han oppositionen i partiets "stora råd" (Gran Consiglio Nazionale del Fascismo) som i samförstånd med kung Viktor Emanuel III avsatte Mussolini den 25 juli 1943. Han flydde därefter landet för att undgå repressalier från de med Mussolini lierade nazisterna, och levde till 1974 i Brasilien.

## Utmärkelser
- Vita örnens orden
- Tre Stjärnors orden
- Malteserorden
- Riddare av storkorset av Kolonialorden Italiens stjärna
- Militär tapperhetsmedalj i silver
- Piusorden
- Storkorsriddare av Sankt Mauritius och Sankt Lazarusorden
- Storkorsriddare av Italienska kronorden
- Riddare av Annunziataorden
- Militär tapperhetsmedalj i brons

[Redigera Wikidata]